# Pernille Sørensen (Schauspielerin)
Pernille Sørensen (* 15. September 1977 in Bærum) ist eine norwegische Komikerin, Schauspielerin und Drehbuchautorin. Größere Bekanntheit erlangte sie insbesondere durch die TV-Serie Side om side und die Comedy-Show Nytt på nytt, in der sie von 2015 bis 2023 mitwirkte.

## Leben
Sørensen studierte Medien- und Staatswissenschaft an der Technisch-Naturwissenschaftlichen Universität Norwegens (NTNU) in Trondheim und von 1998 bis 2002 Staat und Politik im Mittleren Osten und Nordafrika an der Universität Oslo. Mit ihrem Ehemann, dem Komiker Dagfinn Lyngbø, hat sie zwei Kinder.
Von 2002 bis 2006 war sie als Schauspielerin in der Sketchserie Melonas tätig. Im Jahr 2009 spielte sie im Kinderfilm Mein Freund Knerten mit. 2010 und 2011 war sie auch in den beiden Fortsetzungen zu sehen. Im Jahr 2011 war sie Drehbuchautorin der Fernsehserie Åse Tonight, bei der sie auch die Hauptrolle spielte. Ab 2013 übernahm sie eine der Hauptrollen in der NRK-Serie Side om side. Bis zur Einstellung der Serie spielte sie in knapp 100 Folgen mit. Im Februar 2015 wurde sie als Nachfolgerin von Ingrid Gjessing Linhave eines der beiden festen Teammitglieder in der Comedy-Show Nytt på nytt. Sie ist außerdem als Standup-Komikerin tätig. Im Jahr 2017 veröffentlichte sie das Kinderbuch Tubaluba.
Im März 2023 stieg sie nach acht Jahren aus Nytt på nytt aus. Zuvor war bereits das Ende der TV-Serie Side om side bekannt geworden, an der sie zehn Jahre lang mitspielte. Sørensen gab im Rahmen ihres Ausstiegs aus Nytt på nytt an, sich auf andere Projekte als Comedian und Drehbuchautorin konzentrieren zu wollen. Im Jahr 2024 übernahm sie eine Hauptrolle in der NRK-Serie Våre beste år.

## Auszeichnungen
- 2003: Komiprisen (Newcomerin des Jahres)
- 2016: Komiprisen (Publikumspreis)[9]

## Filmografie (Auswahl)
- 2002–2006: Melonas
- 2009: Mein Freund Knerten
- 2010: Knerten traut sich
- 2011: Knerten in der Klemme
- 2011: Åse Tonight (Fernsehserie, 6 Folgen)
- 2019: Buris
- 2013–2023: Side om side (Fernsehserie, 99 Folgen)
- 2024: Våre beste år (Fernsehserie, 10 Folgen)